# TMDK
Palmarès
1 fois champions par équipe de l'Explosive Professional Wrestling
2 fois champions par équipe Global Honored Crown
TMDK, aussi connue sous le nom de TM61, est une équipe de catcheurs composée de Michael Nicholls / Nick Miller et Shane Haste / Shane Thorne.
L'équipe se fait connaître à la Pro Wrestling NOAH de 2011 à 2015 où ils ont remportent à deux reprises le championnat par équipe Global Honored Crown.

## Carrière

### Formation en Australie (2008–2011)
Michael Nicholls et Shane Haste commencent à faire équipe en Australie à l'Explosive Professional Wrestling (EPW) en 2008. Ils deviennent champions par équipe de l'EPW le 7 novembre 2008 après leur victoire sur Carlo Cannon et Slex. Ils perdent ce titre le 10 juillet 2010 dans un combat de tables à trois équipe comprenant Damian Slater et AZ Vegara ainsi que Chris Vice et Jonathon Wimbledon, ces derniers étant les vainqueurs de ce match.

### Pro Wrestling Noah (2011–2016)
Le 7 juillet 2013, ils battent Chaos (Takashi Iizuka et Toru Yano) et remportent les GHC Tag Team Championship.
Le 10 janvier 2015, ils battent Dangan Yankies (Masato Tanaka et Takashi Sugiura) et remportent les GHC Tag Team Championship pour la deuxième fois. Le 11 février, ils perdent les titres contre Killer Elite Squad (Davey Boy Smith, Jr. et Lance Archer).

### World Wrestling Entertainment (2015-2018)
En juin 2015, l'équipe passe une session d'essai. En février 2016, l'équipe signe à la World Wrestling Entertainment et est assignée à NXT, le territoire de développement.

#### NXT (2016-2018)
Ils font leurs débuts à NXT le 25 mai en perdant contre Johnny Gargano et Tommaso Ciampa. Lors de l'épisode du 3 août 2016, ils perdent contre les champions par équipe de NXT, The Revival, dans un match où le titre n'était pas en jeu. Lors de NXT Takeover: Toronto, ils perdent en finale du Dusty Rhodes Tag Team Classic Tournament contre The Authors of Pain. 
Ils effectuent leur retour le 31 janvier 2018 à NXT en battant The Ealy Brothers. Le 14 février à NXT, ils battent John Skyler et Andrew Duckworth. Le 7 mars à NXT, lors du premier tour du 2018 Dusty Rhodes Classic, ils perdent face aux Authors of Pain. Le 30 mars lors d'un Live de NXT, ils perdent face à War Machine. Le 2 mai à NXT, ils battent The Street Profits. Le 23 mai à NXT, ils battent Heavy Machinery en trichant, effectuant ainsi un heel turn. Le 6 juin à NXT, ils battent Mike Hughley & Robbie Grand, après le match, ils lancent un défi aux War Raiders. Le 20 juin à NXT, The Mighty perdent contre War Raiders. Le 4 juillet à NXT, ils battent Otis Dozovic au cours d'un match handicap.
Le 1er août à NXT, ils perdent contre Heavy Machinery, puis, le 15 août, contre The Street Profits, qu'ils battent cependant le 26 septembre à NXT. Le 31 octobre à NXT, ils perdent de nouveau contre les Street Profits.
Le 12 décembre à NXT, ils perdent contre Oney Lorcan & Danny Burch.
En décembre, Nick Miller est effacé du WWE Network confirmant son départ et la fin de The Mighty.

## Caractéristiques
- Prises de finition
  - Tank Buster (Diving DDT (Haste) / Over the shoulder facebuster (Nicholls) combination)– 2013–2015
  - Thunder Valley (Mikey Bomb (Nicholls) / Bomb Valley Death (Haste) combination

- Thèmes Musicaux

| Musique d'entrées | Compositeurs | Périodes  | Fédération |
| ----------------- | ------------ | --------- | ---------- |
| Stand Tall        | CFO$         | 2016-2018 | WWE        |

## Membres
| Membres         | Arrivée                  | Départ                           | Notes |
| --------------- | ------------------------ | -------------------------------- | ----- |
| Hartley Jackson | 20 juin 2005             | 12 novembre 2016                 |       |
| Mikey Nicholls  | 23 février 2011          |                                  |       |
| Shane Haste     | 23 février 2011          |                                  |       |
| Bad Dude Tito   | 14 mai 2022              |                                  |       |
| Zack Sabre, Jr. | 4 janvier 2023           |                                  |       |
| Kosei Fujita    | 5 janvier 2023           |                                  |       |
| Damian Slater   | 12 août 2017             | 27 juillet 2019                  |       |
| Elliot Sexton   | 18 février 2018          | 18 février 2018                  |       |
| Jonah Rock      | 8 mars 2013 20 mars 2022 | 19 février 2018 19 décembre 2022 |       |
| Marcius Pitt    | 2 novembre 2013          | 27 juillet 2019                  |       |
| Mikey Broderick | 7 juillet 2018           | 27 juillet 2019                  |       |
| Slex            | 8 juin 2013 14 mai 2016  | 26 juillet 2013 10 mai 2019      |       |

## Jeux vidéo
- WWE 2K17
- WWE 2K18
- WWE 2K19

## Palmarès
- Australian Wrestling Alliance
  - 1 fois AWA Heavyweight Champion - Jonah Rock

- Explosive Professional Wrestling (EPW)
  - 8 fois EPW Champion – Nicholls (2), Haste (1) et Pitt (5)
  - 2 fois EPW Tag Team Champions – Haste et Nicholls (1), et Rock et Pitt (1)

- Melbourne City Wrestling
  - 3 fois MCW Heavyweight Champion - Sexton (1), Slex (1) et Rock (1)
  - 3 fois MCW Intercommonwealth Champion – Slex (2) et Rock (1)
  - 2 fois MCW Tag Team Champions - Slex et Pitt (1), et Rock et Jackson (1)

- New Japan Pro Wrestling
  - 1 fois NJPW World Television Champion - Zack Sabre Jr.

- Pro Wrestling Noah
  - 2 fois GHC Tag Team Championship - Haste et Nicholls

- Ring of Honor
  - Rise and Prove Tournament (2012)

- Tokyo Sports
  - Best Tag Team Award (2013)

- United Wrestling Network'
  - 1 fois UWN Tag Team Champions - Bad Dude Tito et Shane Haste (actuels)